# 18. april
18. april je 108. dan leta (109. v prestopnih letih) v gregorijanskem koledarju. Ostaja še 257 dni.

## Dogodki
- 1042 – bizantinski cesar Mihael V. Kalafat napoti v samostan socesarico Zojo Bizantinsko
- 1506 – položen temeljni kamen za cerkev sv. Petra v Rimu
- 1842 – Janez Puhar izumi fotografijo na steklu
- 1906 – potres v San Franciscu zahteva najmanj 478 smrtnih žrtev
- 1941 – Italija uvede zasedbeno oblast v Ljubljanski pokrajini
- 1942:
  - Laval se vrne v Vichy ter postane predsednik vlade, zunanji in notranji minister
  - USAF prvič bombandira Tokio
- 1946 – formalno razpuščeno Društvo narodov
- 1955 – v indonezijskem Bandungu so se srečali predstavniki 23 azijskih, 6 afriških držav in Jugoslavije kot opazovalke; srečanje velja za zametek gibanja Neuvrščenih
- 1980 – Rodezija postane neodvisna država Zimbabve
- 1989 – pričetek protestov na pekinškem Trgu nebeškega miru
- 1996 – izraelsko obstreljevanje Kane zahteva skupno 106 smrtnih žrtev, večinoma civilistov
- 2014 – v snežnem plazu pod Mount Everestom umre 16 plezalcev 4 so ranjeni

## Rojstva
- 1480 – Lucrezia Borgia, italijanska kneginja († 1519)
- 1590 – Ahmed I., sultan Osmanskega cesarstva († 1617)
- 1605 – Giacomo Carissimi, italijanski skladatelj († 1674)
- 1666 – Jean-Féry Rebel, francoski baročni skladatelj in violinist († 1747)
- 1771 – Karl Philipp zu Schwarzenberg, avstrijski feldmaršal in politik († 1820)
- 1772 – David Ricardo, angleški ekonomist († 1823)
- 1817 – George Henry Lewes, angleški filozof in literarni kritik († 1878)
- 1818 – Jurij Fleišman (tudi Flajšman), slovenski skladatelj († 1874)
- 1819 – Franz von Suppe, avstrijski skladatelj belgijskega rodu († 1895)
- 1838 – Paul-Émile Lecoq de Boisbaudran, francoski kemik († 1912)
- 1871 – Omer paša Latas, osmanski feldmaršal in guverner  (* 1806)
- 1881 – Max Weber, ameriški slikar, kipar ruskega rodu († 1961)
- 1892 – Bolesław Bierut, poljski politik († 1956)
- 1893
  - Igo Gruden, slovenski pesnik, pravnik († 1948)
  - Johann Mickl, nemški general slovenskega porekla († 1945)
- 1897 – Ardito Desio, italijanski alpinist, kartograf, geolog († 2001)
- 1905 – Albert-Charles Simonin, francoski pisatelj († 1980)
- 1907 – Lars Valerian Ahlfors, finski matematik († 1996)
- 1942 – Jochen Rindt, avstrijski avtomobilski dirkač, svetovni prvak Formule 1 1970 († 1970)
- 1944 – Albin Planinec, slovenski šahovski velemojster († 2008)
- 1956 – Eric Roberts, ameriški filmski igralec
- 1966 – Valerij Kamenski, ruski hokejist
- 1971 – Oleg Petrov, ruski hokejist
- 1973 – Hajle Gebrselasije, etiopijski atlet
- 1979 – Anthony Davidson, britanski avtomobilski dirkač
- 1984 – America Ferrera, ameriška televizijska igralka
- 1985 – Łukasz Fabiański, poljski nogometaš
- 1986 – Maurice Edu, ameriški nogometaš
- 1990 – Wojciech Szczęsny, poljski nogometaš

## Smrti
- 1161 – Teobald iz Beca, canterburyjski nadškof (* 1090)
- 1266 – Amadej Amidei, italijanski menih iz reda servitov, svetnik
- 1335 – Luther von Braunschweig, veliki mojster vitezov križnikov (* 1275)
- 1355 – Marino Faliero, beneški dož (* 1285)
- 1756 – Jacques Cassini II., francoski astronom, geograf (* 1677)
- 1763 – Franz Anton Bustelli, nemški kipar (* 1723)
- 1873 – Justus von Liebig, nemški kemik (* 1803)
- 1883 – Édouard Albert Roche, francoski matematik, astronom (* 1820)
- 1890 – Caetano da Costa Alegre, saotomejski pesnik (* 1864)
- 1930 – Avgust Žabkar, slovenski industrialec in mecen (* 1855)
- 1936 – Ottorino Respighi, italijanski skladatelj (* 1879)
- 1941 – Ivan Hribar, slovenski politik (* 1851)
- 1955 – Albert Einstein, švicarsko-ameriški fizik, nobelovec 1921 (* 1879)
- 1986 – Marcel Bloch - Marcel Dassault, francoski letalski konstruktor (* 1892)
- 1999 – Gian-Carlo Rota, ameriški matematik, filozof (* 1932)
- 2002 – Thor Heyerdahl, norveški arheolog, raziskovalec (* 1914)
- 2018 – Karel Krajcar, porabski slovenski učitelj, pisatelj, zbiralec pravljic (* 1936)

## Prazniki in obredi
- Libanon – dan spomina na obstreljevanje Kane